# Parallelomma medium
Parallelomma medium är en tvåvingeart som beskrevs av Becker 1894. Parallelomma medium ingår i släktet Parallelomma, och familjen kolvflugor. Arten är reproducerande i Sverige.